# 越过云层的晴朗
《越过云层的晴朗》，迟子建的长篇小说，荣获2003年澳大利亚杰姆斯·乔伊斯基金会“悬念句子文学奖”。

## 写作和出版
《越过云层的晴朗》最早出版于2003年。

## 内容
该书讲述了一只“大黄狗”死去的故事，这只狗一生遇到了6个主人，如勤杂工小哑巴，给陌生男人生娃的上海女人梅红，擅长变相术的文医生，酒店女老板赵李红。

## 主题和风格
《越过云层的晴朗》用第一人称叙述故事，用“狗”的眼睛观察人间百态，类似日本小说家夏目漱石的《我是猫》，主要描述了东北金顶镇的风土人情，写出了共产主义、社会主义等意识形态对五零后、六零后一代人的精神世界的戕害，带有伤痕文学的痕迹。